# Ashford (Alabama)
Ashford es un pueblo del Condado de Houston, Alabama, Estados Unidos. En el censo de 2000, su población era de 1853. 

## Demografía
En el 2000 la renta per cápita promedia del hogar era de $ 29.444$, y el ingreso promedio para una familia era de 40.313$. El ingreso per cápita para la localidad era de 15.135$. Los hombres tenían un ingreso per cápita de 30.167$ contra 22.286$ para las mujeres.

## Geografía
Ashford está situado en 31°11′3″N 85°14′7″O / 31.18417, -85.23528 (31.184032, -85.235286).
Según la Oficina del Censo de los EE. UU., la ciudad tiene un área total de 6.11 millas cuadradas (15.82 km ²).